# Zakaria Nasef
Zakaria Nassef (ar. زكريا ناصف; ur. 4 maja 1962 w Al-Monshaah Al-Kubra) – egipski piłkarz grający na pozycji napastnika. W swojej karierze grał w reprezentacji Egiptu.

## Kariera klubowa
Swoją karierę piłkarską Nassef rozpoczął w klubie Al-Ahly Kair, w którym zadebiutował w 1981 roku. Grał w nim do 1987 roku. Wraz z Al-Ahly czterokrotnie został mistrzem Egiptu w sezonach 1981/1982, 1984/1985, 1985/1986 i 1986/1987 oraz zdobył trzy Puchary Egiptu w sezonach 1982/1983, 1983/1984 i 1984/1985. W latach 1982 i 1987 wygrał Puchar Mistrzów, a w latach 1984, 1985 i 1986 Puchar Zdobywców Pucharów. W latach 1987–1989 występował w Zamaleku, z którym w sezonie 1987/1988 sięgnął po dublet - mistrzostwo i Puchar Egiptu. W sezonie 1991/1992 był piłkarzem FC Sachsen Leipzig.

## Kariera reprezentacyjna
W reprezentacji Egiptu Nassef zadebiutował 20 stycznia 1984 roku w wygranym 1:0 towarzyskim meczu z Turcją, rozegranym w Kairze. W tym samym roku był w kadrze Egiptu na Puchar Narodów Afryki 1984. Wystąpił na nim w pięciu meczach: grupowych z Kamerunem (1:0), z Wybrzeżem Kości Słoniowej (2:1) i z Togo (0:0), półfinałowym z Nigerią (2:2, k. 9:10) i o 3. miejsce z Algierią (1:3). Z Egiptem zajął 4. miejsce w tym turnieju.